# Wolfgang Gabriel
Wolfgang Gabriel (* 9. Juni 1930 in Wien; † 13. März 2024) war ein österreichischer Komponist, Dirigent und Musikpädagoge.

## Leben
Wolfgang Gabriel, der Sohn eines Psychiaters und einer Lehrerin, bekam im Alter von 5 Jahren seine erste Klavierausbildung und verfasste mit 9 Jahren seine ersten Kompositionen. Nach Kriegsende besuchte er bis 1948 das Realgymnasium. Daneben nahm er ab 1946 Klavierunterricht bei Hans Sittner, dem späteren Präsidenten der Akademie für Musik und darstellende Kunst in Wien, und Unterricht in Musiktheorie bei Leo Lehner, dem Gründer des Chores „Jung-Wien“. Im Jahr 1948 trat er in die Akademie für Musik und darstellende Kunst Wien ein. Dort studierte er Klavier bei Grete Hinterhofer, Musiktheorie bei Joseph Marx und Alfred Uhl und ab 1950 dirigieren in der Kapellmeisterklasse von Hans Swarowsky. Im Jahr 1952 schloss er seine Studien mit Auszeichnung und Abgangspreis ab.
Von 1954 bis 1996 unterrichtete Gabriel an der Wiener Musikakademie, zunächst als Korrepetitor in der Gesangsabteilung, dann als Assistent von Ernst Reichert und schließlich als Leiter einer Opernklasse. Daneben war er von 1960 bis 2007 künstlerischer Leiter des Akademischen Orchestervereins. Als Dirigent trat er u. a. mit den Wiener Symphonikern, den Niederösterreichischen Tonkünstlern, dem ORF Radio-Symphonieorchester Wien und mehreren ungarischen Orchestern auf und leitete dann in den 1950er Jahren einige Jahre das neu gegründete Orchester der Jeunesses Musicales. Von 1988 bis 2011 war Wolfgang Gabriel künstlerischer Leiter der Bachgemeinde Wien. Im Rahmen eines Festkonzertes für Wolfgang Gabriel brachte der BAchCHor der Bachgemeinde im Juni 2022 dessen Komposition „Der Strom“ zu Gehör (Uraufführung). Solistin war seine Tochter Angharad Gabriel (Sopran), die Leitung hatte Ernst Wedam.

## Auszeichnungen
- 1959: Förderungspreis der Stadt Wien für Musik[4]
- 2005: Österreichisches Ehrenkreuz für Wissenschaft und Kunst I. Klasse

## Werke (Auswahl)
Gabriel komponierte mehr als 100 Werke, darunter mehrere Orchester- und Instrumentalkonzerte, Kammermusik (u. a. mehrere Streichquartette). Klavierwerke und zahlreiche Liedzyklen. Seine Tonsprache ist geschult an Béla Bartók, Igor Strawinsky und Alban Berg. Mehrere seiner Werke schrieb er für seine zweite Ehefrau, die Sängerin Susan Dennis, seine Tochter Angharad, ebenfalls Sängerin und für seinen Sohn Martin Gabriel, Solo-Oboist der Wiener Philharmoniker.

### Ensemblemusik
- Triptychon – Kammerkantate für Bariton und acht Instrumente nach eigenen Texten, op. 13 (1972)[5]
- Affekte – Vier musikalische Gedichte für Sopran, Klavier, Cembalo, Vibraphon und Schlagzeug, op. 27 (1974)[5]
- Sonate für Baßklarinette und Klavier – über Walisische Volkslieder, op. 30a (1975)[5]
- Drei Gesänge – nach Gedichten von John Donne für hohe Singstimme, Viola und Klavier (engl.), op. 35 (1977)[5]
- „O Freunde, warum nicht diese Töne?“ – Eine wienerische Maskerad' und weiter nichts, op. 45 (1997)[5]
- Divertimento con una sorpresa – Quintett für Stimme (nur im 3. Satz), Oboe, Fagott, Klavier und Violine (1999)[5]
- Variationen über „Vom Himmel hoch, da komm ich her“ – Quintett für zwei Violinen, Orgel, Viola und Violoncello, op. 62 (2002)[5]
- Phantasie über „Es ist ein Ros entsprungen“ – Trio für Klavier, Violine und Violoncello, op. 78 (2003)[5]
- „Der Haifisch“ – Quintett für Violine, Bratsche, Violoncello, Kontrabass und Klavier (2003)[5]
- Songs through the night – Kammerkantate nach Gedichten von Emily Brontë, op. 88 (2004)[5]
- Sechs Gedichte aus Wilhelm Buschs „Kritik des Herzens“ – Melodram, op. 126 (2008)[5]
- Drei Elegien – Duo für Oboe und Klavier, op. 127 (2008)[5]
- Septett – Nach Walisischen Volksliedern, op. 137 (2009)[5]
- Sonata piccola – Duo für Bassklarinette und Klavier, op. 132 (2009)[5]
- Kammersymphonie – für 6 Violoncelli, op. 155 (2011)[5]
- Quodlibet – Kammerorchester für zwölf Violinen, op. 160 (2011)[5]

### Vokalmusik
- Lieder eines Frühlings – Vier Lieder nach eigenen Texten, op. 21 (1973)[5]
- Four London Songs – for high voice and piano, op. 37 (1979)[5]
- 3 Lieder an den Vollmond – Für Sopran und Streichquartett, op. 184 (2013)[5]

### Solomusik
- Sonate für Orgel, op. 5 (1959)[5]
- Erste Sonate für Oboe solo, op. 46 (1998)[5]
- Variationen über den Choral „Such, wer a will, ein ander Ziel“, op. 57 (2001)[5]
- Zweite Sonate für Oboe solo, op. 59 (2001)[5]
- Ballade in D für Klavier, op. 68 (2003)[5]
- Andante con variazioni, op. 71 (2003)[5]
- Sonate für Bassklarinette solo, op. 72 (2003)[5]
- Fünf Bagatellen für Bassklarinette solo, op. 73 (2003)[5]
- Fünf Bagatellen für Klavier, op. 74 (2003)[5]
- Sonate für Violoncello solo, op. 80 (2003)[5]
- Sonate für Violine solo, op. 81 (2003)[5]
- 26 Etüden für Bassklarinette, op. 85 (2003)[5]
- Neue Bagatellen, op. 86 (2004)[5]
- Partita für Klavier, op. 134 (2009)[5]
- Zwölftonspielereien, op. 135 (2009)[5]
- Dritte Sonate für Klavier, op. 154 (2010)[5]
- Sonate Nr. 2 für Solo Violoncello, op. 164 (2012)[5]